# Coppa Bernocchi 1941
La Coppa Bernocchi 1941, ventitreesima edizione della corsa, si svolse il 28 settembre 1941 su un percorso di 242,7 km con partenza e arrivo a Legnano. Fu vinta dall'italiano Severino Canavesi, che completò il percorso in 6h35'00", alla media di 36,866 km/h, precedendo i connazionali Mario De Benedetti e Mario Ricci. Conclusero la prova, aperta a professionisti, indipendenti e dilettanti scelti, 29 dei 51 ciclisti al via.

## Percorso
Dopo il consueto via da Legnano, sede della società organizzatrice (l'Unione Sportiva Legnanese), la corsa passò per Gallarate, Sesto Calende, Borgomanero, Romagnano Sesia e sul Colle della Cremosina (558 m s.l.m.), portando i ciclisti a Omegna. Da qui si transitò a Gravellona Toce e, lungo la strada del Sempione, per le località sul Lago Maggiore (Baveno, Stresa e Arona), rientrando in Lombardia a Sesto Calende. Da Sesto Calende il percorso risalì verso Angera, attraversando nell'ordine Brebbia, Besozzo, Gemonio, Cittiglio e Rancio per affrontare la salita di Brinzio, seconda asperità di giornata (505 m s.l.m., sommità al km 185). Dal Brinzio si rientrò, via Varese, Vedano Olona, Lozza, Gazzada, Orago e Gallarate, a Legnano, sede d'arrivo dopo 242,7 km di corsa.

## Ordine d'arrivo (Top 10)
| Pos. | Corridore          | Squadra   | Tempo     |
| ---- | ------------------ | --------- | --------- |
| 1    | Severino Canavesi  | Gloria    | 6h35'00"  |
| 2    | Mario De Benedetti | Legnano   | a 1"      |
| 3    | Mario Ricci        | Legnano   | a 100 mt. |
| 4    | Osvaldo Bailo      | Gerbi     | a 160 mt. |
| 5    | Salvatore Crippa   | Viscontea | a 250 mt. |
| 6    | Primo Zuccotti     | Bianchi   | a 1'00"   |
| 7    | Antonio Bevilacqua | Bianchi   | s.t.      |
| 8    | Cino Cinelli       | Bianchi   | s.t.      |
| 9    | Olimpio Bizzi      | Bianchi   | s.t.      |
| 10   | Fausto Coppi       | Legnano   | s.t.      |